# Glicolipídeo-fenólico-1
O Glicolipídeo-fenólico-1 (PGL-1) é um glicolipídeo encontrado na parede celular do Mycobacterium leprae (M. leprae), bacilo causador da hanseníase. É um glicolipídeo especifico dessa espécie de micobacteria.
O PGL-1 é considerado o principal componente da cápsula do M. leprae e constitui uma importante interface entre a bactéria e o hospedeiro . Está envolvido na interação do M. leprae com a laminina das célula de Schwann, essa interação pode ser algo relevante desempenhando um papel na interação bacilo e nervos periféricos o que pode explicar o fato do M. leprae ser a única micobactéria a invadir os nervos periféricos  além disso PGL-1 tem parecem estar envolvidos na estimulação de células T supressoras na hanseníase lepromatosa 

## Histórico
Foi primeiramente identificado no ano de 1980, durante uma microscopia eletrônica de tecido infectado com M. leprae, aonde foi vista a presença de uma zona transparente de elétrons ao redor dos bacilos  e isolado em 1981 em grande concentração de bactérias de tecidos infectados com M. leprae 